# Велико-Половецький район
Велико-Половецький район — адміністративно-територіальна одиниця, утворена в 1923 році в складі Білоцерківської округи. Районний центр — село Великополовецьке.

## Історія
1932 року увійшов до складу новоутвореної Київської області.
Станом на 1 вересня 1946 року в районі було 24 населених пункти, які підпорядковувались 18 сільським радам. З них 18 сіл і 6 хуторів.
До складу району входили такі сільради: Безпечнянська, Безугляківська, Великополовецька, Вільнотарасівська, Дроздівська, Дуліцька, Краснолісівська, Мазепинська, Малополовецька, Михайлівська, Пищиківська, Рогізнянська, Рудянська, Сидорівська, Таборівська, Чубинецька, Шамраївська та Яхнівська.
Район ліквідований 21 січня 1959 року, більшість території відійшла до складу Сквирського району, окрім Вільнотарасівської, Дроздівської, Мазепинської, Сидорівської сільських рад, що відійшли до складу Білоцерківського району, та Малополовецької і Яхнівської сільських рад, що відійшли до Фастівського району.